# STS-129

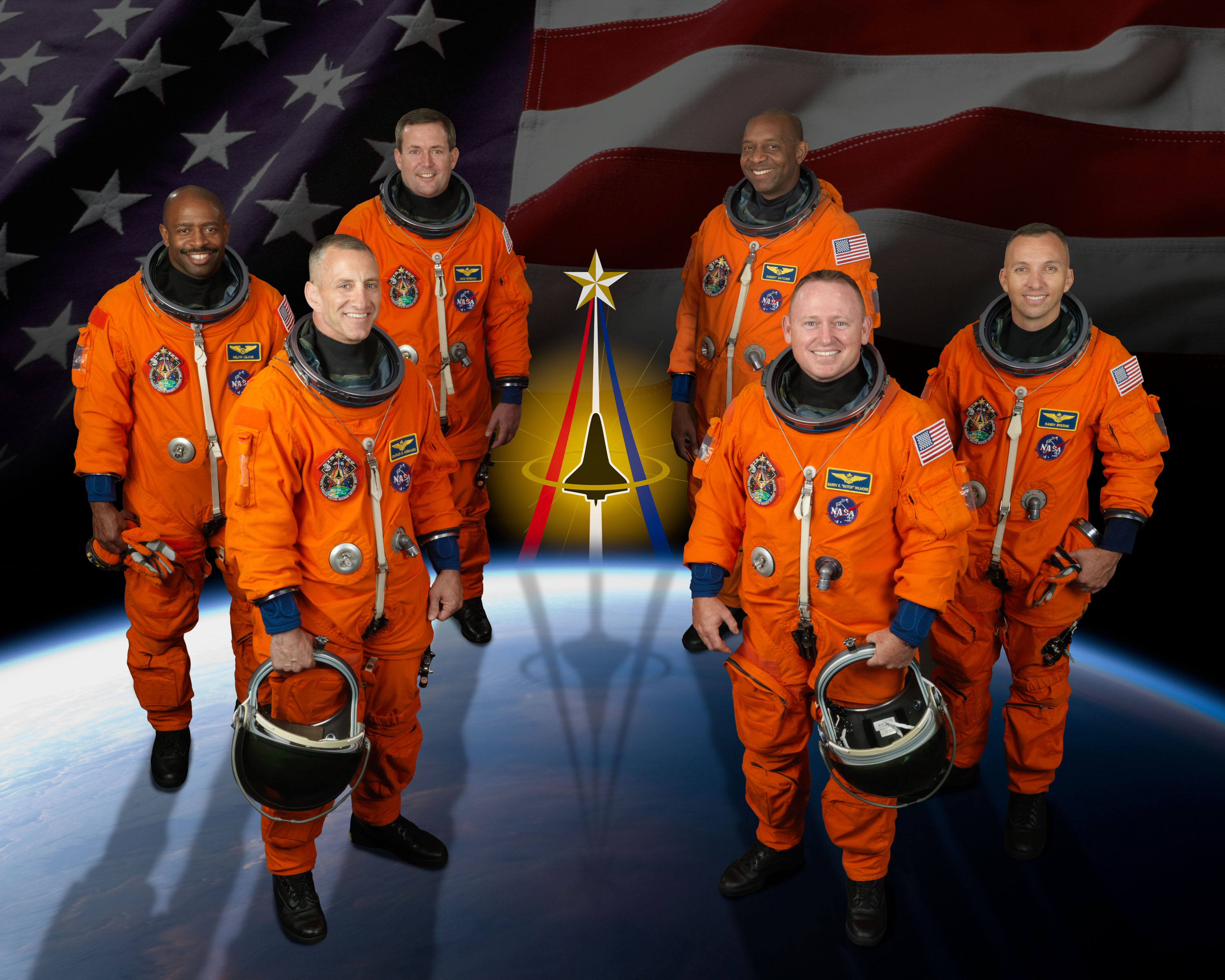
Екіпаж STS-129:Зліва направо: Леланд Мелвін, Чарльз Хобо, Майкл Форман, Роберт Сетчер, Баррі Уілмор, Рендольф Брезник

STS-129 — космічний політ шатла «Атлантіс» за програмою «Спейс Шаттл». Доставка наукового обладнання, матеріалів і запасних частин для продовження життєдіяльності Міжнародної космічної станції. 31-й політ шатла до МКС.

## Екіпаж
- Чарльз Хобо (англ. Charles Hobaugh) (3-й космічний політ) — командир екіпажу;
- Баррі Уілмор (англ. Barry Butch Wilmore) (1) — пілот;
- Майкл Форман (англ. Michael James Foreman) (2) — фахівець польоту
- Роберт Сетчер (англ. Robert Satcher) (1) — фахівець польоту
- Рендольф Брезник (англ. Randolf Bresnik) (1) — фахівець польоту
- Леланд Мелвін (англ. Leland Devon Melvin) (2) — фахівець польоту

### ЕкіпажМКС-21(посадка)
- Ніколь Стотт (англ. Nicole Stott) (1) — бортінженер

В екіпажі «Атлантіс» — три новачки космічних польотів: Баррі Уілмор, Роберт Сетчер і Рендольф Брезник. На орбіту в шатлі «Атлантіс» вирушили шість астронавтів. На Землю повернулися сім астронавтів, разом із шістьма членами екіпажу на Землю повернулася Ніколь Стотт — бортінженер 21-ї експедиції МКС. Стотт прибула на станцію 31 серпня 2009 року на шатлі «Діскавері» STS-128.

## Виходи у відкритий космос
Під час польоту було здійснено три виходи у відкритий космос.

### Вихід 1— «Форман і Сетчер»
- Цілі: установка запасної антени на основний фермі; установка кріплень ліній аміаку на блоці «Юніті»; змазка захоплення системи операцій із корисною навантаженням на мобільній базовій системі (MBS); змазка захоплень на японському роботизованому маніпуляторі.
- Початок: 19 листопад 2009 року — 14:24 UTC
- Закінчення: 19 листопада — 21:01 UTC
- Тривалість: 6 годин 37 хвилин.

Це 134-й вихід у космос пов'язаний з МКС.
Це 4-й вихід у космос для Формана і 1-й вихід для Сетчер.

### Вихід 2— «Форман і Брезник»
- Цілі: установка кріплень адаптера GATOR на лабораторії «Коламбус»; установка додаткової радіоаматорської антени; переміщення блоку вимірювань плаваючих електричних потенціалів; використання кріплень вантажу на основній фермі.
- Початок: 21 листопада 2009 року — 14:31 UTC
- Закінчення: 21 листопада — 20:39 UTC
- Тривалість: 6 годин 8 хвилин.

Це 135-й вихід у космос пов'язаний з МКС.
Це 5-й вихід у космос для Формана і 1-й вихід для Брезник.

### Вихід 3— «Сетчер і Брезник»
- Цілі: монтаж додаткового кисневого бака на модулі «Квест»; установка нового комплекту за проектом досліджень матеріалів MISSE-7A і 7B на блоці ELC-2; робота з кабелями обігріву блоку стикування модуля Tranquility (запуск якого намічений на лютий 2010) на модулі Юніті; робота з іншими вантажами.
- Початок: 23 листопад 2009 року — 13:24 UTC
- Закінчення: 23 листопада — 19:6 UTC
- Тривалість: 5 годин 42 хвилини.

Це 136-й вихід у космос пов'язаний з МКС.
Це 2-й вихід у космос для Сетчер і 2-й вихід для Брезник.

## Мета
До кінця 2010 року заплановано шість польотів шатлів до МКС. Ці залишкові польоти повинні доставити на МКС обладнання, запасні частини і модулі, які через свої габарити можуть бути доставлені на станцію тільки на шатлах. Після припинення польотів шатлів, постачання станції буде здійснюватися російськими «Прогрес», європейськими і японськими вантажними ATV і HTV. За допомогою цих кораблів на станцію доставляються тільки вантажі, які можуть пройти крізь перехідний люк, що з'єднує вантажівки і внутрішній простір станції. Місія STS-129 — це перша з таких заключних місій шатлів, завдання яких полягає в доставки на станцію габаритних і відповідальних запасних вузлів та пристроїв. До таких пристроїв належать, зокрема, гіроскопи орієнтації та баки систем охолодження станції. До моменту старту «Атлантіса», у планах НАСА передбачалося, що експлуатація МКС триватиме до 2015 року, але залишалася велика ймовірність того, що експлуатація станції буде продовжена до 2020 року. Для такого продовження життя станції, особливо важливо забезпечити станцію запасним обладнанням, від якого залежить успішна експлуатація МКС.

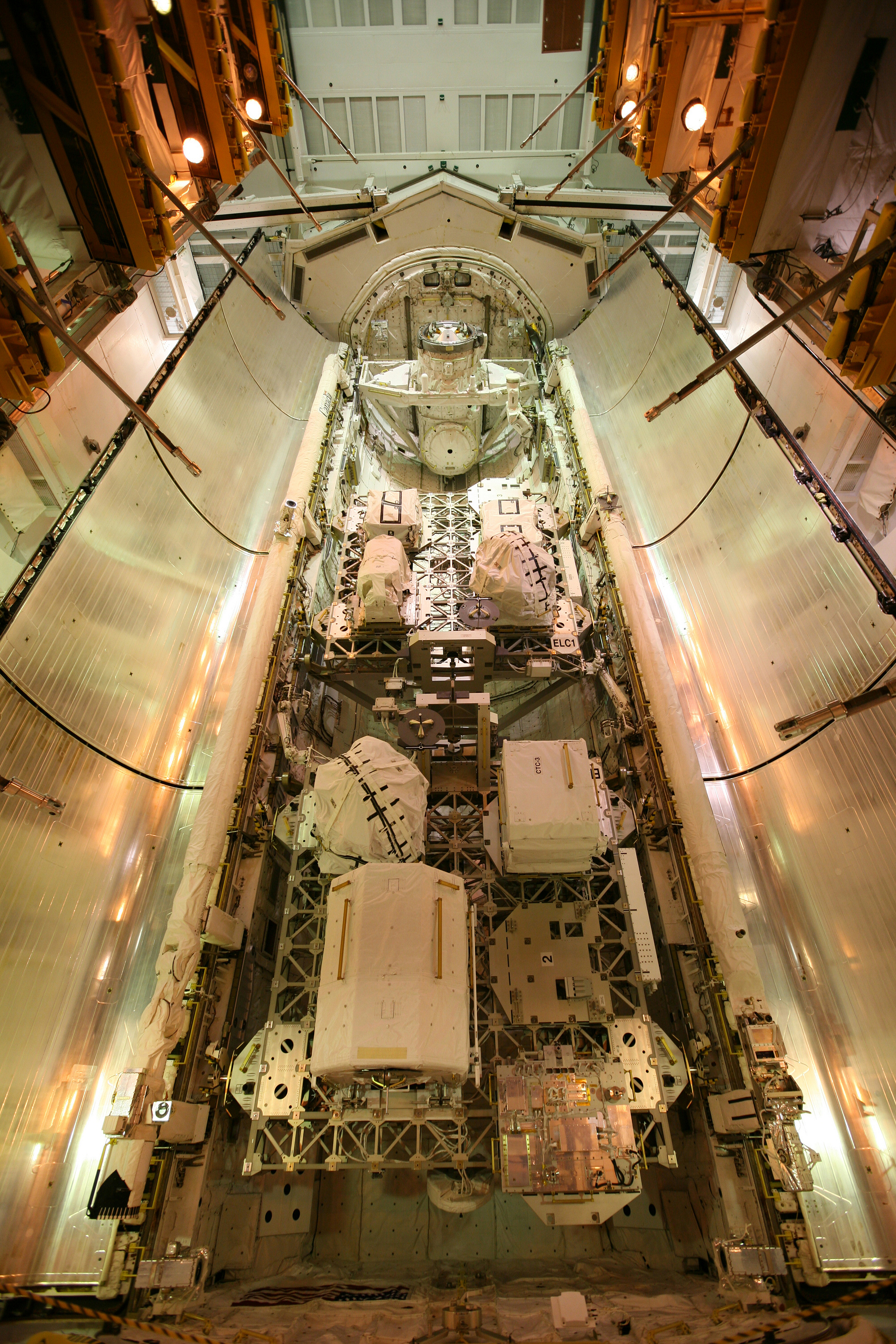
Експериментально-транспортні платформи ELC-1 (вгорі) і ELC-2 у вантажному відсіку «Атлантіса».

Корисні вантажі, які доставляються шатлом на станцію, закріплені на двох експериментально-транспортних платформах (ExPRESS Logistics Carrier, ELC −1, ELC −2), які були розміщені у вантажному відсіку шатла. На станцію доставлені два гіроскопа орієнтації, бак високого тиску з киснем для шлюзового модуля, баки з азотом і аміаком та насос для системи охолодження станції. Серед корисних вантажів також запасні частини для робота-маніпулятора і маніпулятора «Декстре», запасні силові кабелі для транспортної візки, пристрій для зарядки і розрядки акумуляторів сонячних батарей, пристрій захисту станції від можливих електричних розрядів між станцією і верхніми шарами атмосфери Землі. Запасний комплект антени S-діапазон, комплект обладнання для аматорського радіозв'язку та обладнання для стеження за кораблями, які перебувають у відкритому морі.
Під час запланованих виходів у відкритий космос, дві експериментально-транспортні платформи були закріплені на спеціально призначених для них місцях на сегментах S3 і P3 фермової конструкції станції. Прилади, які розташовані на експериментально-транспортних платформах під'єднані до силових та інформаційним ланцюгам МКС.
У загальній складності вага вантажів доставлених на МКС склав близько 14 тонн.
На «Атлантісі» на Землю повернулася член екіпажу МКС Ніколь Стотт, яка прибула на станцію в кінці серпня на шатлі «Діскавері» STS-128. Це був останній політ шатла, пов'язаний із заміною екіпажу МКС. Після цього, протягом, принаймні, шести років, всі астронавти будуть прибувати на станцію, і повертатися на Землю тільки на російських кораблях «Союз». За кожне місце на кораблі «Союз» НАСА змушена платити російській стороні по 50 мільйонів доларів.

## Підготовка до польоту
- 3 вересня 2008 року стали відомі імена членів екіпажу (поки неофіційно). Командир екіпажу Чарльз Хобо, пілот Баррі Уілмор, фахівці польоту Майкл Форман, Роберт Сетчер, Рендольф Брезник і Леланд Мелвін.
- 30 вересня 2008 року НАСА офіційно затвердило екіпаж для місії STS-129: командир Чарльз Хобо, пілот Баррі Уілмор, фахівці польоту Роберт Сетчер, Майкл Форман, Ренді Брезник, Леланд Мелвін. На «Атлантісі» разом із членами екіпажу на Землю повернеться бортінженер довготривалої експедиції МКС канадський астронавт Роберт Терск.

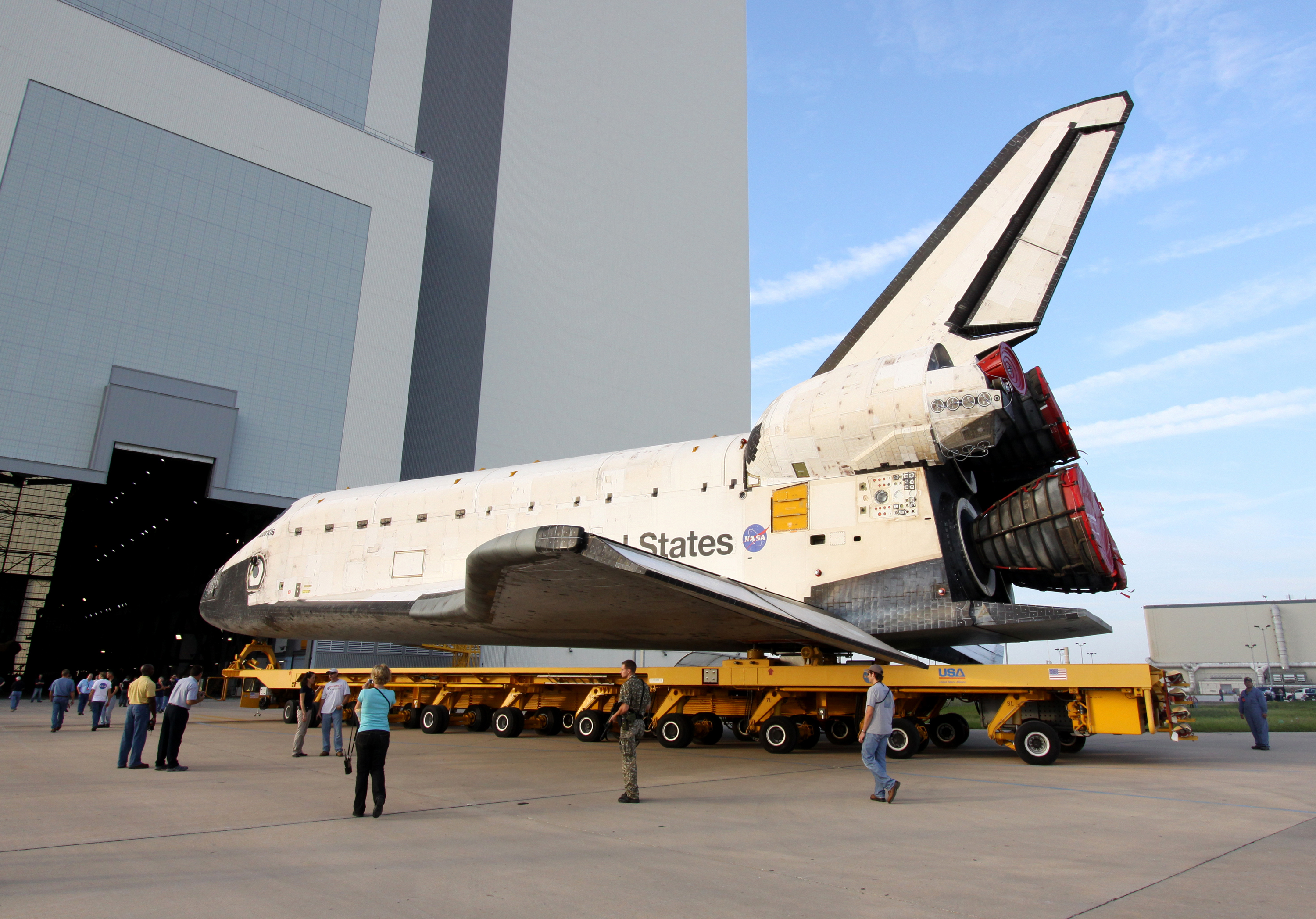
"Атлантіс " переїжджає в будівлю вертикальної збірки

- 6 жовтня 2009 року шатл «Атлантіс» був перевезений з ангара в будівля вертикальної збірки, де він буде з'єднаний із зовнішнім паливним баком і двома твердопаливними прискорювачами. Перевезення почалася о 11:00 за Гринвічем (о 7:00 місцевого часу). О 12:15 «Атлантіс» був у будівлі вертикальної збірки. На 13 жовтня призначено вивезення «Атлантіса» на стартовий майданчик, де він буде готуватися до місії STS-129, старт якої призначений на 12 листопада.

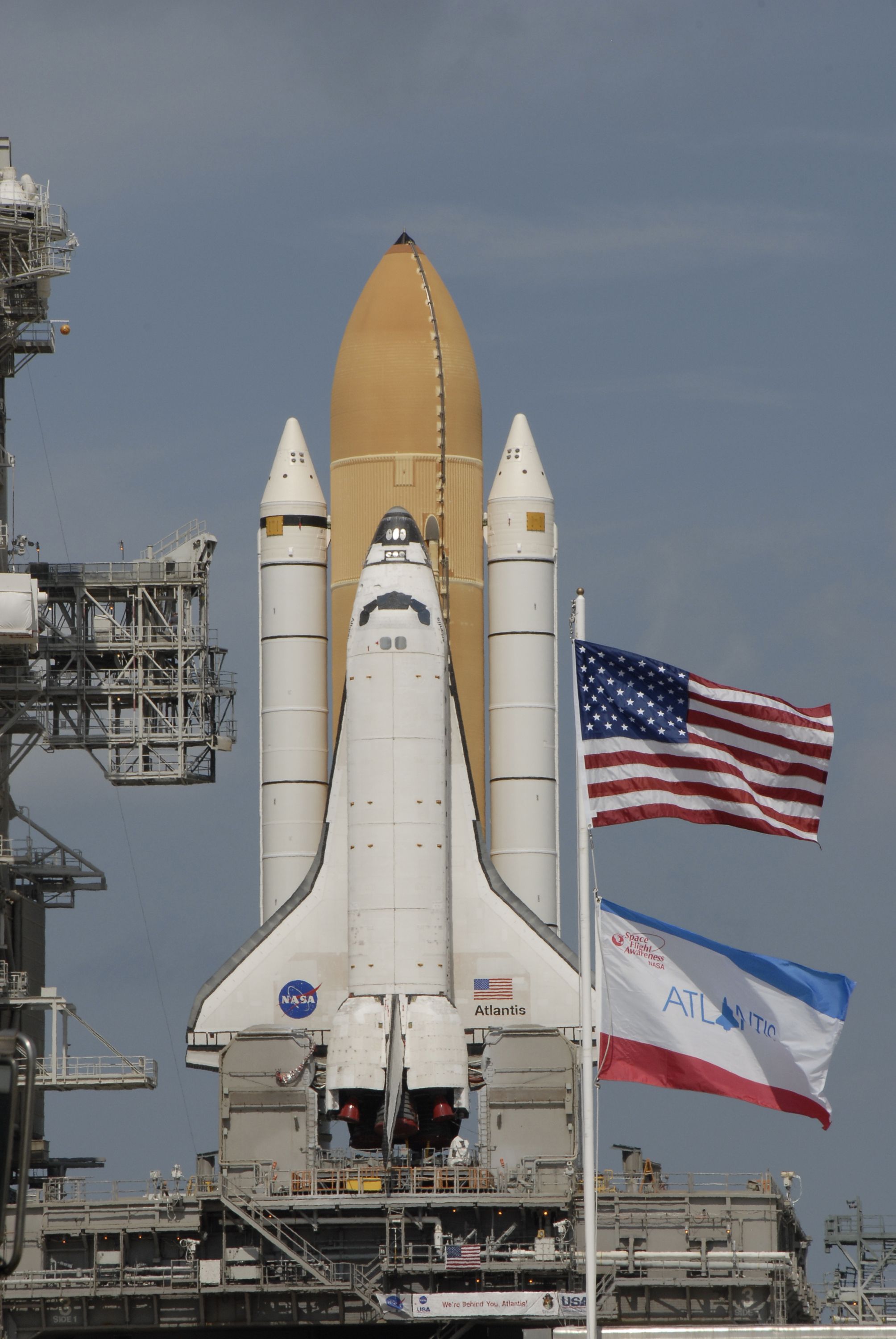
«Атлантіс» встановлено на стартовій позиції.

- 14 жовтня шатл «Атлантіс» був вивезений із будівлі вертикальної збірки і встановлений на стартовому майданчику 39А. Вивіз розпочався о 10:38 за Гринвічем (6:00 38 хвилин річного часом східного узбережжя США). О 17:31 «Атлантіс» був встановлений на стартовому майданчику.
- 19 жовтня менеджери НАСА погодилися, щоб перенести старт «Атлантіса» на 16 листопада. Це викликано напруженим графіком роботи персоналу, обслуговуючого запуски на космодромі мису Канаверал. На даний час для НАСА самим пріоритетним запуском став перший випробувальний політ нової ракети «Арес I—X», яка оплачується в рамках програми «Сузір'я». Тому всі зусилля фахівців спрямовані саме на забезпечення успішних випробувань ракети «Арес I—X». Новий час старту місії «Атлантіс» STS-129 — 16 листопада, 19:28 за Гринвічем (14:28 за часом східного узбережжя США). Вікно для старту «Атлантіса» з 16 по 19 листопада, якщо старт не відбудеться в ці дні, то наступне вікно для запуску відкриється 6 грудня і закриється 11 грудня, так як на 21 грудня призначений старт російського корабля «Союз ТМА-17» з черговим екіпажем МКС.
- 29 жовтняофіційно підтверджено, що «Атлантіс» має стартувати 16 листопада о 19:28 за Гринвічем (14:28 за часом східного узбережжя США). Дві доби, 14 і 15 листопада, зарезервовані для запуску ракети «Атлас V» з військово-повітряної бази на мисі Канаверал. Якщо «Атлас V» стартує 14 листопада, то «Атлантіс» буде запущений 16 серпня, якщо старт «Атласу V» буде перенесено на 15 листопада, то старт «Атлантіса» пересунеться на 17 листопада о 19:02 за Гринвічем.
- 3 листопада у вантажному відсіку «Атлантіса» був розміщені дві транспортні конструкції (англ. Express Logistics Carrier), на яких поміщений корисний вантаж, який будуть доставлений на МКС. Загальна вага корисного вантажу складає 12,7 тонни.
- 12 листопада в космічний центр Кеннеді з Х'юстона прибув екіпаж «Атлантіса».

## Опис польоту

### Старт і перший день польоту
19:28 16 листопада — 1:28 17 листопада

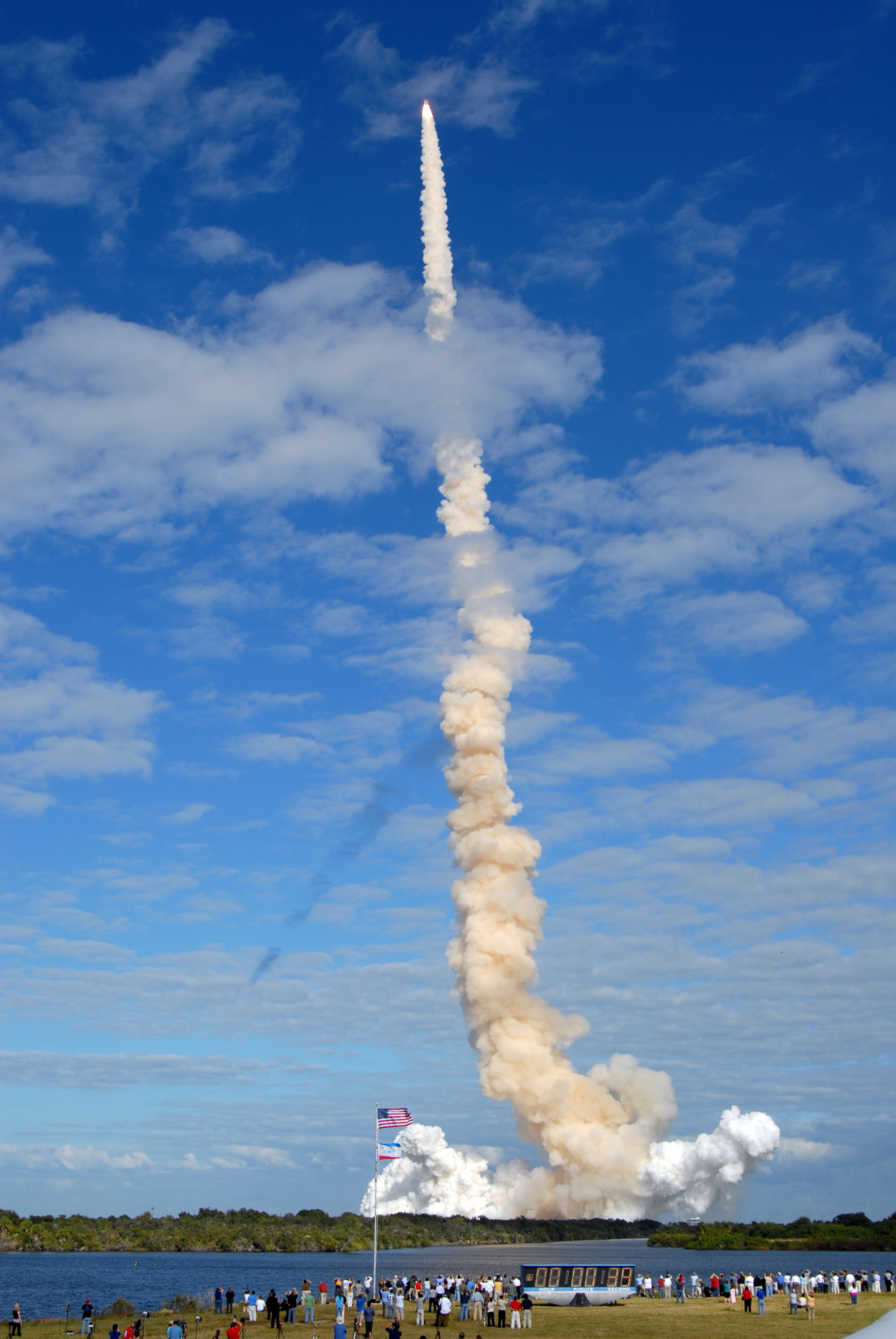
Старт «Атлантіса».

16 листопада 2009 року. Шатл «Атлантіс» стартував о 19:28 за Гринвічем (14:28 за часом східного узбережжя США). Через 90 секунд після старту, вага шатла становив тільки половину від його стартової ваги. Твердопаливні прискорювачі спалюють 335 кг палива в секунду. Двигуни самого шатла спалюють близько 500 кг рідкого палива в секунду.
Твердопаливні прискорювачі відділилися через 2 хвилини 10 секунд після старту.
Через 3 хвилини 40 секунд «Атлантіс» досяг висоти 88 км, відстань від місця старту становило 190 км, швидкість — 6,5 тис. км/год.
Через 8,5 хвилин після старту шатл вийшов на орбіту, двигуни шатла були вимкнені, і був від'єднаний зовнішній паливний бак. «Атлантіс» досяг орбітальної швидкості 28 000 тис. км/год.
Після виходу на орбіту, о 21:13 був відкритий вантажний відсік шатлу. Астронавти привели в робочий стан робот- маніпулятор і підготували його до наміченої на наступний день інспекції теплозахисного покриття «Атлантіса».

### Другий день польоту
9:28 17 листопада — 1:28 18 листопада
Цього дня астронавти проводять обстеження теплозахисного покриття свого корабля. Таке обстеження стало стандартною процедурою після катастрофи шатлу «Колумбія» 1 лютого 2003 року. Обстеження проводиться за допомогою камери і лазерного сканера, закріплених на кінці п'ятнадцятиметрового подовжувача робота-маніпулятора. Обстеження почалося о 13:20 і тривало до 18:52. Роботом-маніпулятором керував Баррі Уілмор, йому допомагали Чарльз Хобо і Леланд Мелвін.
Астронавти Форман, Сетчер і Брезник підготовляли для перенесення в станцію скафандри, призначені для першого виходу у відкритий космос.
Астронавти перевіряли системи шатлу, які будуть задіяні при стикування з МКС.

### Третій день польоту
9:28 18 листопада — 1:28 19 листопада
Екіпаж «Атлантіса» був розбуджений о 9:28. У цей час шатл перебував на відстані 80 км від станції. Заключна фаза зближення шатла зі станцією почалася о 14:05, коли відстань між ними становила 15 км. «Атлантіс» наближався до МКС ззаду і знизу.
О 14:33 «Атлантіс» був на відстані 13 км від станції.
О 15:34 «Атлантіс» був на відстані 300 метрів від станції.

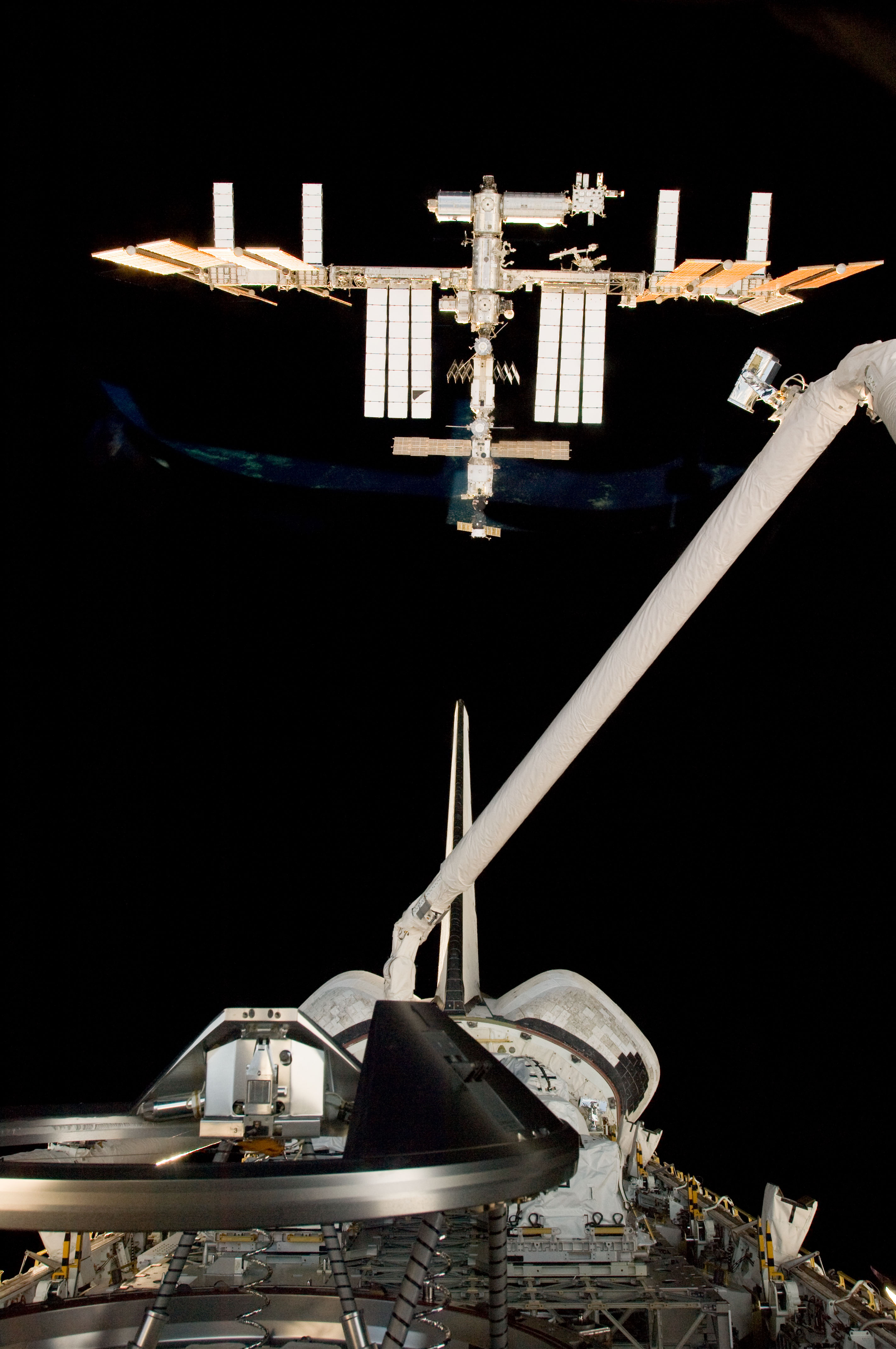
«Атлантіс» наближається до МКС.

О 15:52, коли шатл був на відстані 180 метрів, внизу під станцією, він, під керуванням командира корабля Чарльза Хобо, почав виконувати стандартний переворот, під час якого члени екіпажу МКС Джеффрі Уїльямс і Ніколь Стотт, через ілюмінатори російського модуля «Звєзда», за допомогою цифрових камер, оснащених чотириста і вісімсот міліметровими об'єктивами, фотографували днище шатла. У цей час шатл і станція перебували над Південною Америкою. О 16:00 переворот був закінчений. Отримані сотні знімків теплозахисного покриття шатла були відправлені на Землю, для аналізу на предмет пошкоджень. Після перевороту, «Атлантіс» вийшов на позицію попереду станції для остаточного зближення і стикування. Ніс «Атлантіса» спрямований у космос, відповідно, його корма спрямована на Землю, він летить днищем вперед, а вантажний відсік, в якому перебуває стикувальний вузол, розкритий у напрямку модуля «Гармонія» МКС. О 16:31 «Атлантіс» перебував на відстані 60 метрів перед станцією. О 16:44 «Атлантіс» перебував на відстані 15 метрів перед станцією. Швидкість зближення становила 4 см/с. О 16:50 «Атлантіс» перебував на відстані 1,5 метрів перед станцією.

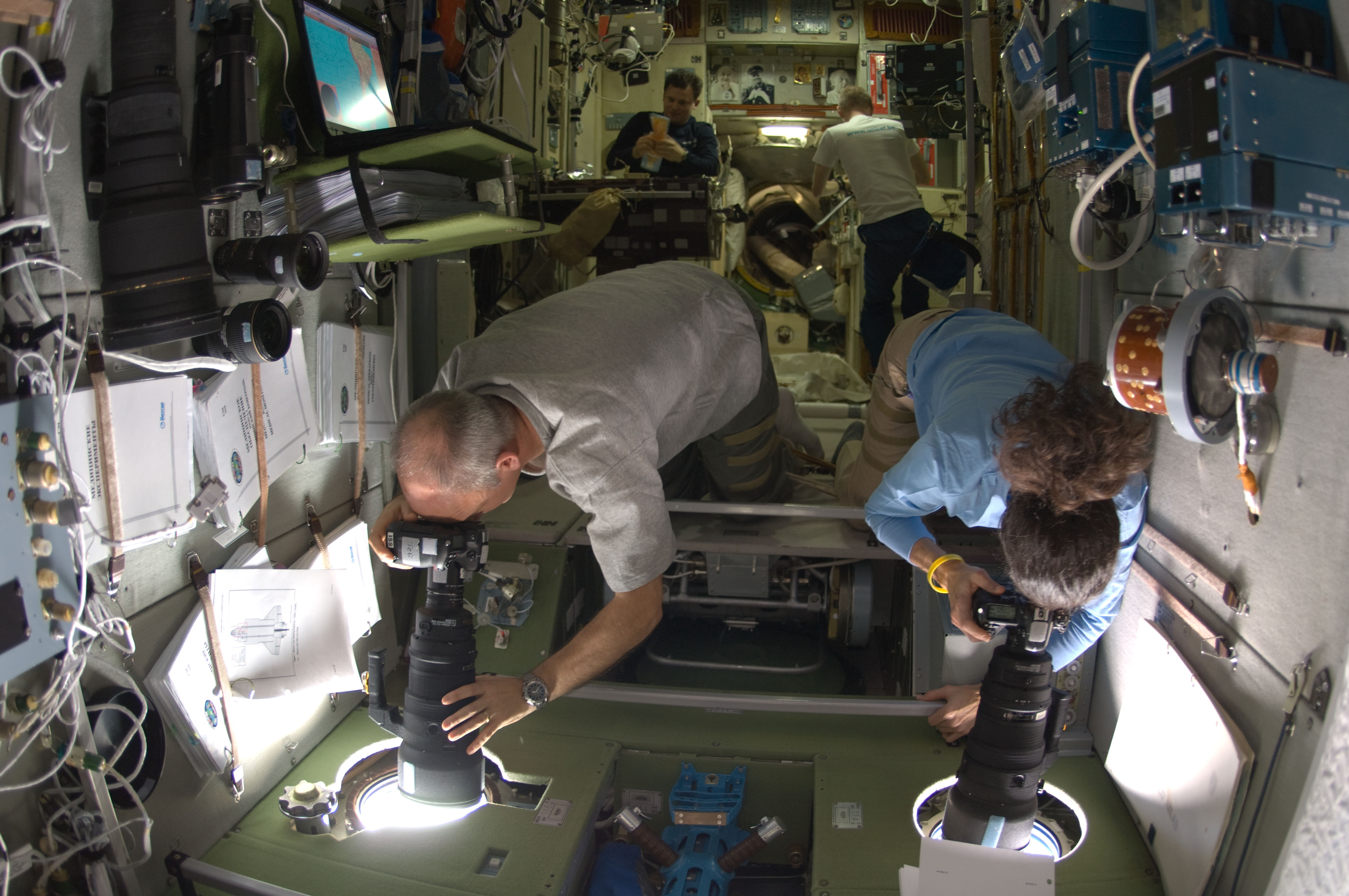
Джеффрі Вільямс і Ніколь Стотт фотографують теплозащитное покриття «Атлантіса».

Стиковка шатла «Атлантіс» з Міжнародною космічною станцією відбулася о 16:51, коли вони пролітали над Тасмановим морем. Після перевірки герметичності стику, о 18:28 був відкритий люк між станцією і шатлом. На орбіті зустрілися шість членів екіпажу МКС (Франк Де Віні (Бельгія), Максим Сураєв (Росія), Роман Романенко (Росія), Джеффрі Вільямс (США), Ніколь Стотт (США), Роберт Тірск (Канада)) і шість членів екіпажу «Атлантіса». Після відкриття люка між шатлом і станцією, Ніколь Стотт переходить в екіпаж «Атлантіса». Членами екіпажу МКС залишаються п'ять астронавтів.
Через дві з половиною години після стикування астронавти Брезник і Мелвін, за допомогою робота-маніпулятора шатла, дістали з вантажного відсіку першу експериментально-транспортну платформу (ELC-1). О 20:25 піднята платформа була перехоплена роботом- маніпулятором станції, яким управляли Уилмор і Вільямс. Експериментальна платформа, вага якої 6,3 тонни і розмір 4,9 × 4,3 метра, була перенесена до сегменту Р3 на лівій гілці фермової конструкції станції. О 21:27 експериментальна платформа була встановлена на призначеному місці, на сегменті Р3. На верхній поверхні цієї платформи закріплені: гіроскоп орієнтації (180 кг), пристрій для зарядки і розрядки акумуляторів сонячних батарей, пристрій захисту станції від можливих електричних розрядів між станцією і навколишнім простором, запасні частини для робота-маніпулятора. На нижній поверхні платформи ELC-1 закріплені: баки з азотом (170 кг) і аміаком (520 кг) і насос (240 кг) для системи охолодження станції.
Астронавти Форман і Сетчер підготовляли свої скафандри, обладнання та інструменти, які знадобляться їм під час першого виходу у відкритий космос, запланований на наступний день.

### Четвертий день польоту
9:28 19 листопада — 00:58 20 листопада
Ніколь Стотт відначає на орбіті свій сорок сьомий день народження.
Після аналізу знімків теплозахисного покриття шатла, було встановлено, що додаткових більш ретельних обстежень підозрілих місць покриття не потрібно. Більш ретельне обстеження планувалося на п'ятий день польоту (20 листопада). Так як додаткових обстежень не треба було, астронавти будуть мати більше часу для відпочинку.

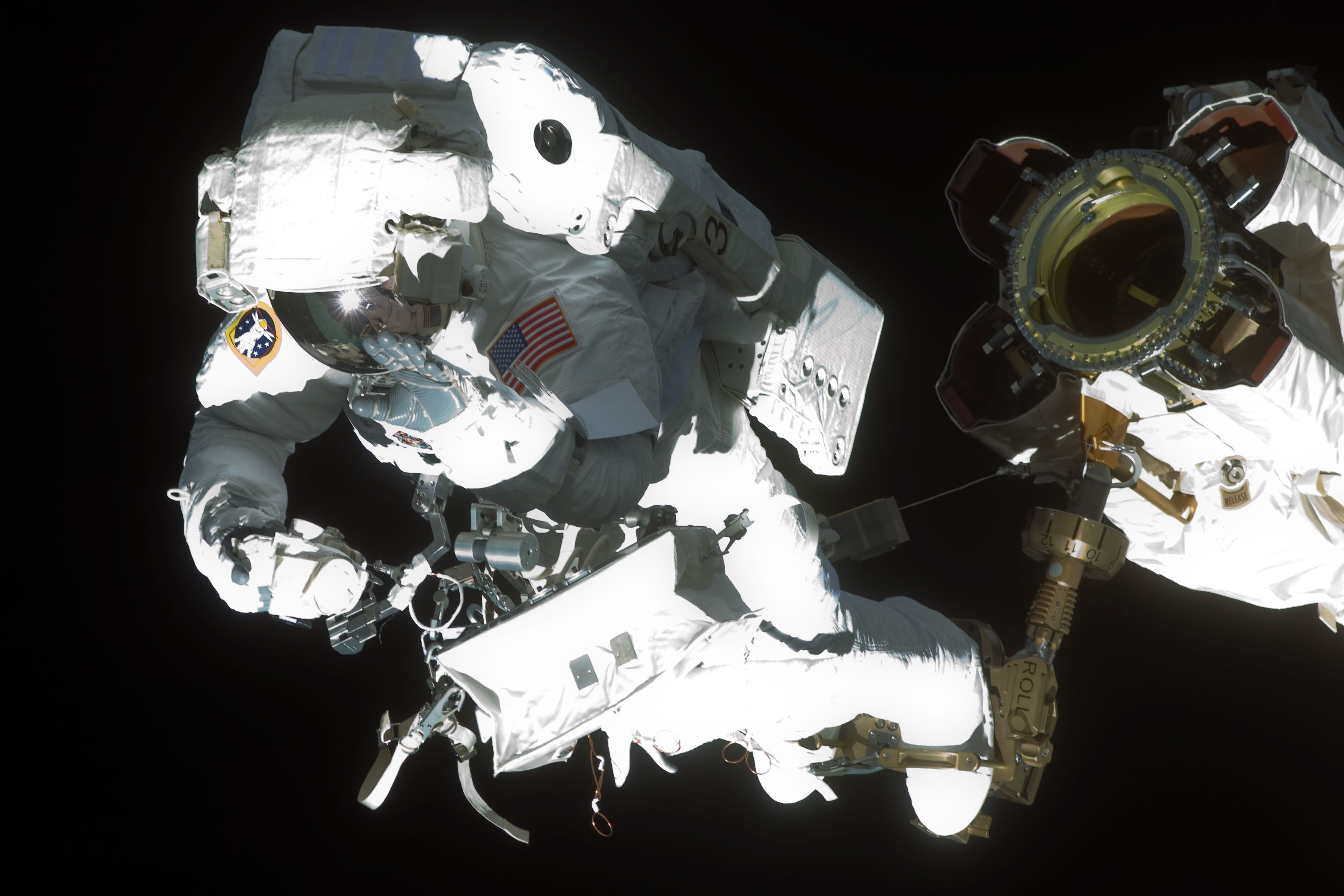
Роберт Сетчер у відкритому космосі.

День першого виходу у відкритий космос. Вихід здійснювали Майкл Форман і Роберт Сетчер. Для Формана це був 4-й вихід у відкритий космос, перших три виходи він здійснив у березні 2008 року під час візиту на МКС на шатлі «Індевор» STS-123. Для Сетчера, який здійснює перший космічний політ, це був і перший вихід у відкритий космос. Координував роботу астронавтів за бортом Рендольф Брезник. Роботом-маніпулятором станції управляли Леланд Мелвін і Баррі Уілмор.
Під час виходу астронавти повинні були встановити на сегменті «Z1» фермової конструкції станції антену S-діапазону, а також провести обслуговування механізму захоплення робота-маніпулятора станції і робота-маніпулятора японського модуля «Кібо».
Вихід почався о 14:24.
Роберт Сетчер був закріплений на роботі-маніпуляторі. Майкл Форман відправився у вантажний відсік шатлу, де він зняв транспортні кріплення з комплекту антени S-діапазону і о 15:20 передав його Сетчеру. Сетчер разом з антеною перемістився до сегменту «Z1». Форман також проїхав до сегменту Z1. О 16:24 астронавти закінчили роботу з встановлення антени. Астронавти встановили антену на 80 хвилин раніше, ніж передбачалося за графіком.
Потім Сетчер займався обслуговуванням замків (засувок) на японському роботі-маніпуляторі і на транспортній візку.
У той же час Форман займався установкою кабелів, призначених для підключення до антени, на модулі «Дестіні», а також встановив поручень із кріпленнями для кабелів на модулі «Юніті» і встановив протиметеоритную захисну панель.
О 18:30 Форман і Сетчер закінчили всі основні заплановані роботи на 2 години раніше, ніж планувалося. Астронавти повернулися до шлюзового модулю, забрали інструменти, які їм знадобилися для виконання додаткової роботи. Форман також поповнив свій запас кисню в скафандрі. На додаток до основної роботи, астронавти розкрили механізм для закріплення вантажів (Payload Attach System (PAS) на сегменті S3 на правій гілці фермової конструкції станції. Цей механізм не вдалося розкрити під час минулих польотів шатлів. Цього разу, за допомогою молотка, астронавтам вдалося це зробити. Ця робота планувалася для другого виходу у відкритий космос.

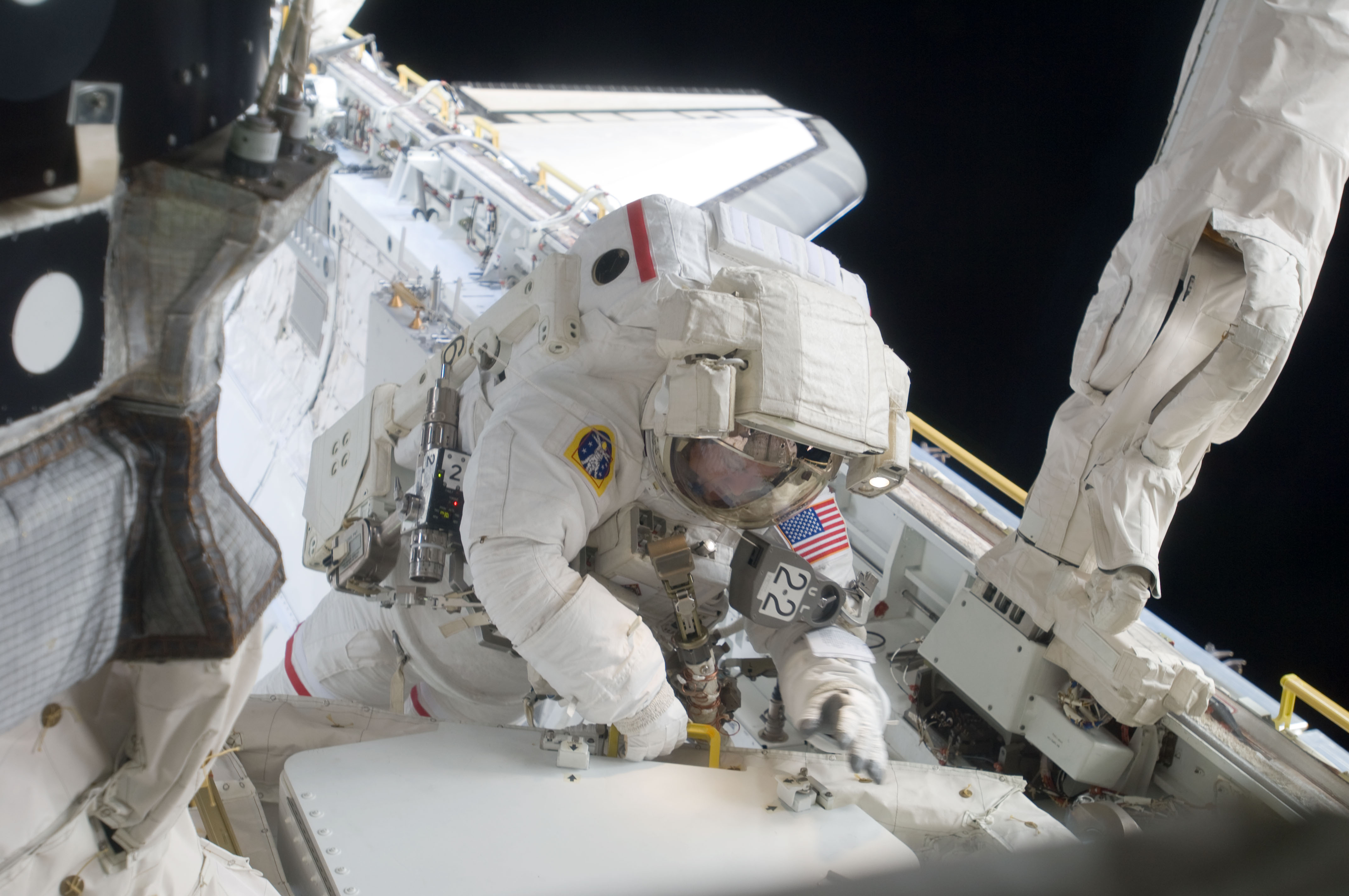
Майкл Форман у відкритому космосі.

О 20:58 астронавти повернулися в шлюзовий модуль. Вихід закінчився о 21:01. Тривалість виходу склала 6 годин 37 хвилин. Це був 134 вихід у космос пов'язаний з МКС з 1998 року.
Усередині станції астронавти проводили підготовчі роботи в модулі «Гармонія» перед прибуттям до станції модуля «Транквіліті», який буде доставлений на станцію в лютому 2010 року на шатлі «Індевор» STS-130 і буде пристикований до лівого стикувального вузла модуля «Юніті».
О 1:36, через півгодини після початку сну, екіпаж був розбуджений хибним сигналом тривоги — «розгерметизація». Цей сигнал призводить до того, що відключаються система вентиляції станції. Коли вентиляція була відключена, якась кількість пилу потрапила в датчики задимлення у модулі «Колумбія», що, у свою чергу, спровокувало сигнал пожежної тривоги. Після повторної перевірки, було встановлено, що тиск усередині станції в нормі. Причиною помилкової тривоги була, можливо, несправність у системі вентиляції. Командир екіпажу МКС Франк Де Віні сказав, що, можливо, помилкова тривога виникла в, нещодавно пристикованому до станції, російському модулі «Пошук».
За доповідями екіпажів шатла і станції, й за результатами перевірки систем станції із центрів управління польотом: станція перебуває в нормальному стані, небезпеки для екіпажів немає. Однак, для відновлення нормальної роботи системи вентиляції знадобиться, принаймні, година роботи.
О 2:15 астронавти шатла вирушили спати. Члени екіпажу МКС продовжували відновлювати систему вентиляції станції і пішли спати тільки через годину.

### П'ятий день польоту
8:58 20 листопада — 00:28 21 листопада
Після нічної тривоги, екіпаж продовжив роботи по раніше наміченим планам.
Астронавти переносили вантажі з шатла в станцію, а назад — результати експериментів, пророблених на станції, для відправки на Землю.
Астронавти підвели робот-маніпулятор до другої експериментальної платформі (ELC-2), яка буде наступного дня буде встановлена на сегменті S3 станції.
У другій половині дня Чарльз Хобо, Баррі Уілмор, Леланд Мелвін і Роберт Сетчер відповідали на запитання кореспондентів різних телевізійних каналів США.
Усередині станції астронавти продовжували підготовчі роботи в модулі «Гармонія» перед прибуттям до станції модуля «Транквіліті».
Майкл Форман і Реді Брезник готувалися до виходу у відкритий космос, який повинен відбутися наступного дня.
Другу ніч поспіль (о 2:53, 21 листопада) екіпаж був розбуджений хибним сигналом тривоги: «розгерметизація». У результаті цієї тривоги був перерваний процес адаптації астронавтів Формана і Брезник, які, перед майбутнім на наступний день виходом у відкритий космос, побували в модулі «Квест» при зниженому тиску (0,7 атм). За сигналом тривоги включився автоматичний процес наддуву модуля «Квест» до нормального тиску (1 атм), яке підтримується в станції. Сон у модулі «Квест» при зниженому тиску сприяє видаленню з крові азоту. Це стандартна процедура, прийнята для американських астронавтів, які готуються до виходу в космос. Так як сон при зниженому тиску був перерваний, астронавтом Форманові і Брезник довелося перед виходом, щоб очистити кров від зайвого азоту, протягом 2:20 час носити кисневі маски і займатися на велотренажері.
Сигнал розгерметизації викликав відключення вентиляції, і знову, як і минулу ніч, спрацювала протипожежна сигналізація в європейському модулі «Колумбія» і в модулі «Квест».
Причиною помилкового спрацьовування сигналу розгерметизації був новий російський модуль «Пошук».
Було продовжено час для сну до 8:58, а початок виходу в космос перенесено на 14:38.

### Шостий день польоту
8:28 21 листопада — 23:58 21 листопада
День другого виходу у відкритий космос. Вихід здійснювали Майкл Форман і Рендольф Брезник. Астронавти повинні були встановити дві (одна для системи морської навігації і друга для аматорського радіозв'язку) антени на модулі «Колумбія». Потім Форман і Брезник вирушають до сегменту S3, де вони повинні були розкрити ще один механізм для закріплення вантажів (англ. Payload Attach System PAS). Наступного року під час місії «Індевор» STS-134, на цьому механізмі буде встановлений магнітний альфа-спектрометр (англ. Alpha Magnetic Spectrometer). Потім астронавти повинні були встановити антену для бездротової передачі відеозображення. Потім Форман і Брезник повинні були розкрити ще один механізм для закріплення вантажів на сегменті S3. Наступного року тут буде встановлено наступна експериментальна платформа (англ. ELC-4). Через затримку початку виходу, викликану нічною тривогою, тривалість виходу скорочена на півгодини.
Вихід почався о 14:31.

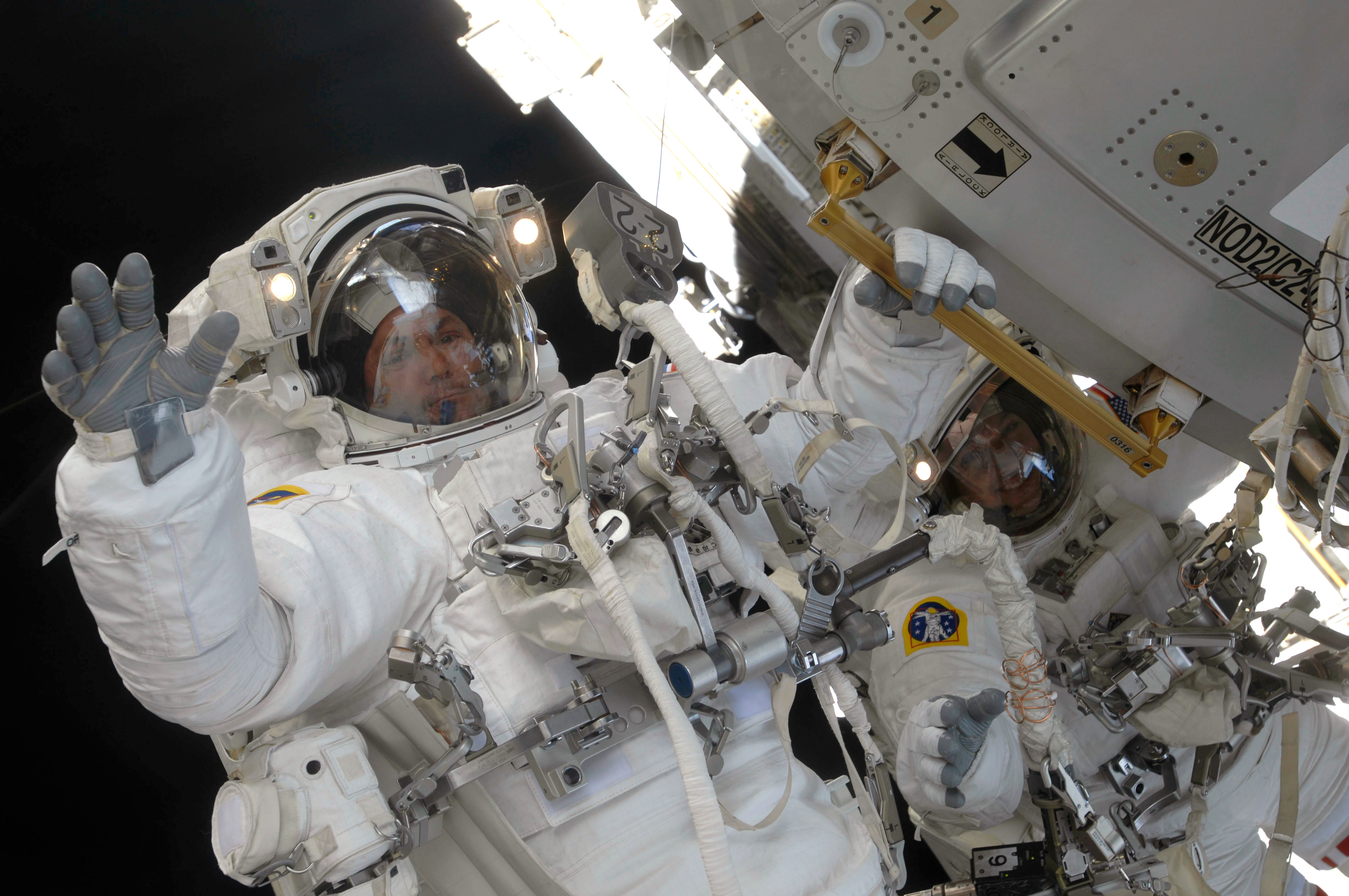
Майкл Форман. Другий вихід у відкритий космос.

Після виходу з шлюзового модуля, астронавти попрямували у вантажний відсік шатлу, забрали необхідні інструменту і попрямували до модуля «Колумбія», де вони встановили комплект антен (англ. GATOR). О 15:53 ця робота була виконана.
Потім астронавти переставили пробник потенціалу з сегмента «S1» на сегмент «Р1». Це було зроблено для того, щоб звільнити місце для установки магнітного альфа-спектрометра.
О 16:58 астронавти поповнили запас кисню у своїх скафандрах і вирушили до сегменту «S3». О 17:57 був розкритий механізм для закріплення магнітного альфа-спектрометра.
Астронавти приступили до установки системи бездротової передачі відеозображення. За допомогою цієї системи сигнали з відеокамер, встановлених на шоломах астронавтів, які перебувають у відкритому космосі, передаватимуться на станцію. О 18:18 ця робота була закінчена.
Астронавти працюють у хорошому темпі і йдуть із випередженням графіка. О 19:03 астронавти розкрили ще один механізм для закріплення вантажів на сегменті «S3». Наступного року тут буде встановлена платформа «ELC-4».
О 20:33 астронавти повернулися в шлюзовий модуль.
Вихід закінчився о 20:39. Тривалість виходу склала 6 годині 8 хвилин.
Це був 135 вихід у космос пов'язаний з МКС з 1998 року.

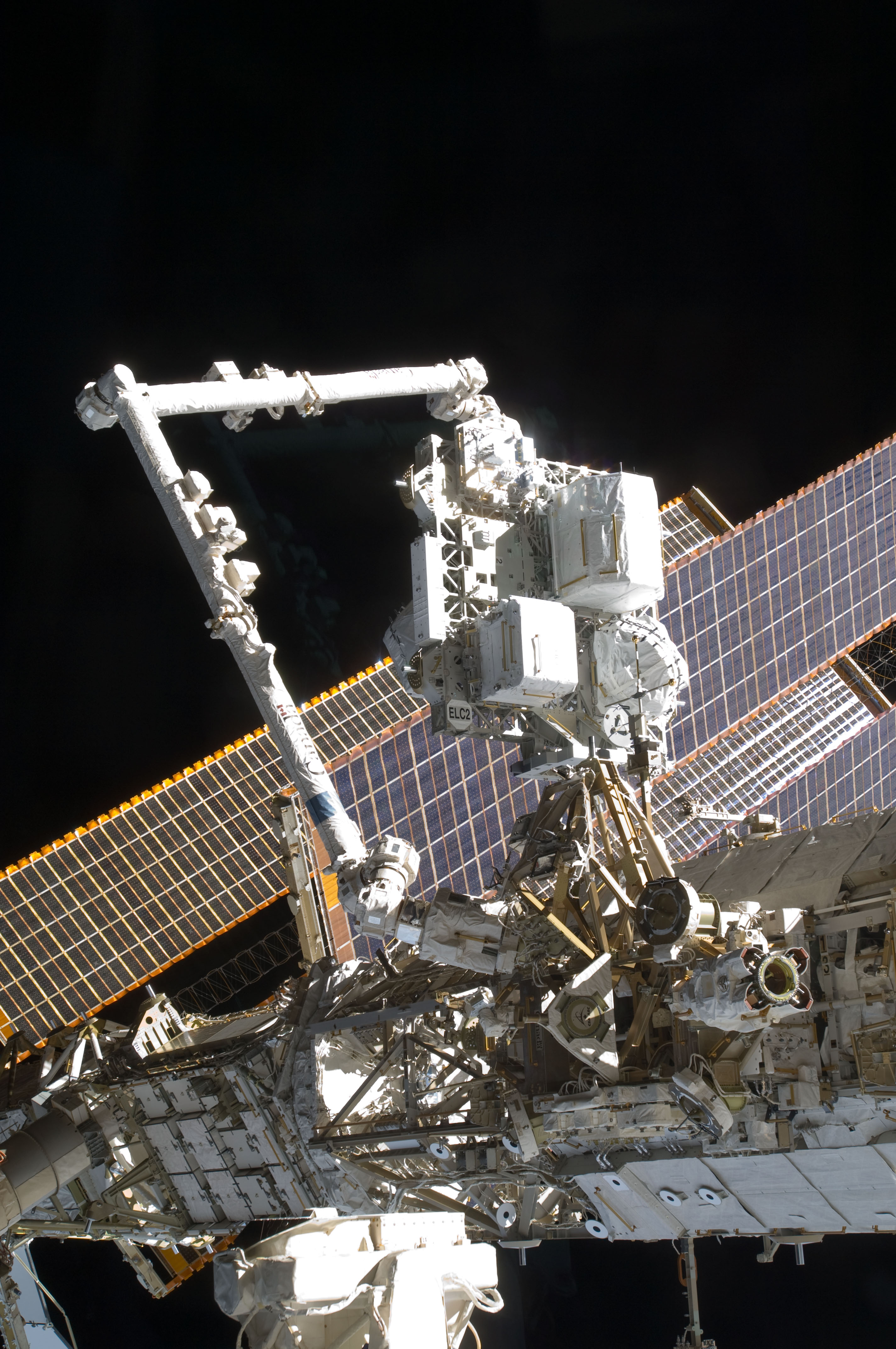
Установка платформи «ELC-2» на сегменті «S3».

Астронавтам належало встановити на фермовій конструкції станції другу, доставлену на станцію, експериментальну платформу (англ. ELC-2). На цій платформі закріплені: другий запасний гіроскоп орієнтації, бак високого тиску з киснем, запасний бак з азотом і насос для системи охолодження станції. Вага корисних вантажів на платформі становить 4,5 тонни.
Леланд Мелвін і Ніколь Стотт за допомогою робота-маніпулятора шатла о 11:35 підняли експериментальну платформу (англ. ELC-2) з вантажного відсіку шатла. О 12:12 платформа була перехоплена роботом-маніпулятором станції, яким управляли Джеффрі Вільямс і Франк Де Вінне. Платформа була перенесена до місця її закріплення на сегменті «S3» і встановлена там о 14:08.

### Сьомий день польоту
7:58 22 листопада — 23:28 22 листопада
Цього дня астронавти мали більше часу для відпочинку.
Рендольф Брезник отримав звістку з центру управління польотом, що 22 листопада його дружина народила дочку.
Баррі Уілмор, Леланд Мелвін, Роберт Сетчер і Ніколь Стотт відповідали на запитання американських радіо- і телевізійних каналів, а також спілкувалися зі студентами Технологічного університету Теннесі, випускником якого є Уілмор.
Астронавти Сетчер і Брезник готували свої скафандри та інструменти до заключного виходу у відкритий космос, який відбудеться наступного дня.

### Восьмий день польоту
7:28 23 листопада — 22:58 23 листопада
День третього виходу у відкритий космос. Вихід здійснювали Роберт Сетчер і Рендольф Брезник. Астронавти повинні були змонтувати кисневий бак на шлюзовому модулі «Квест» і встановити на зовнішній поверхні станції експериментальні матеріали (англ. Materials International Space Station Experiment, MISSE 7). Роботом-маніпулятором станції під час виходу управляли Леланд Мелвін і Баррі Уілмор.

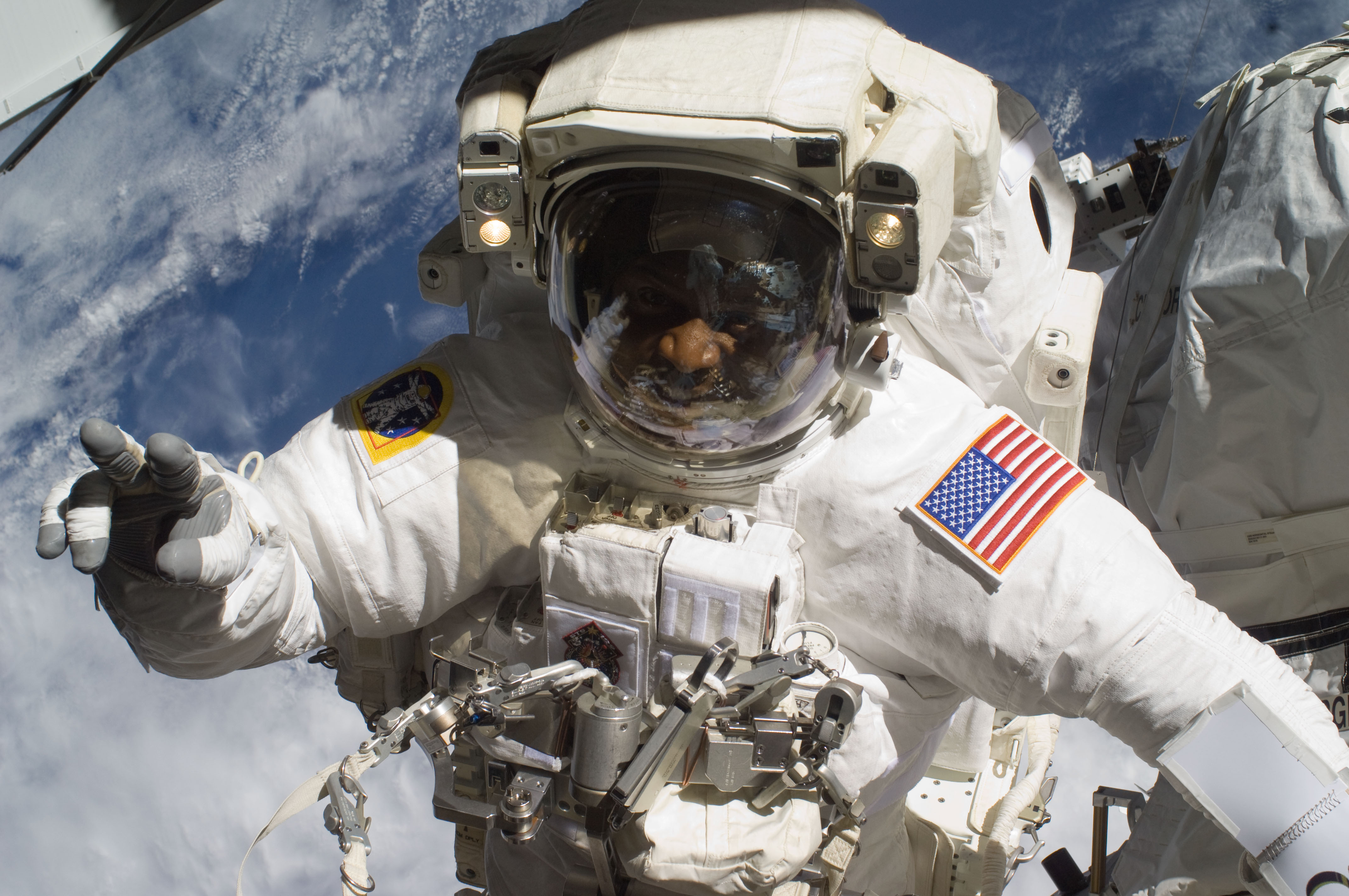
Роберт Сетчер. Третій вихід у відкритий космос.

Вихід почався о 13:24. Вихід почався з годинним запізненням, через проблеми з вентилем на бачку з питною водою на скафандрі Сетчер.
Роберт Сетчер попрямував до сегмента «S3», де встановлена платформа «ELC-1», на якій закріплений кисневий бак. Сетчер зняв бак із платформи, бак був захоплений роботом-маніпулятором станції. За допомогою маніпулятора бак був переміщений до призначеного для нього місця на модулі «Квест».
Рендольф Брезник попрямував у вантажний відсік шатлу, де він забрав блок з експериментами «MISSE 7», переніс його до експериментальної платформі «ECL-2» і встановив його там (16:32). Це перший блок експериментальних матеріалів, який встановлений на експериментальній платформі, і який отримує електроживлення від станції, та інформація про хід експерименту від якого передається безпосередньо на станцію в реальному часі.

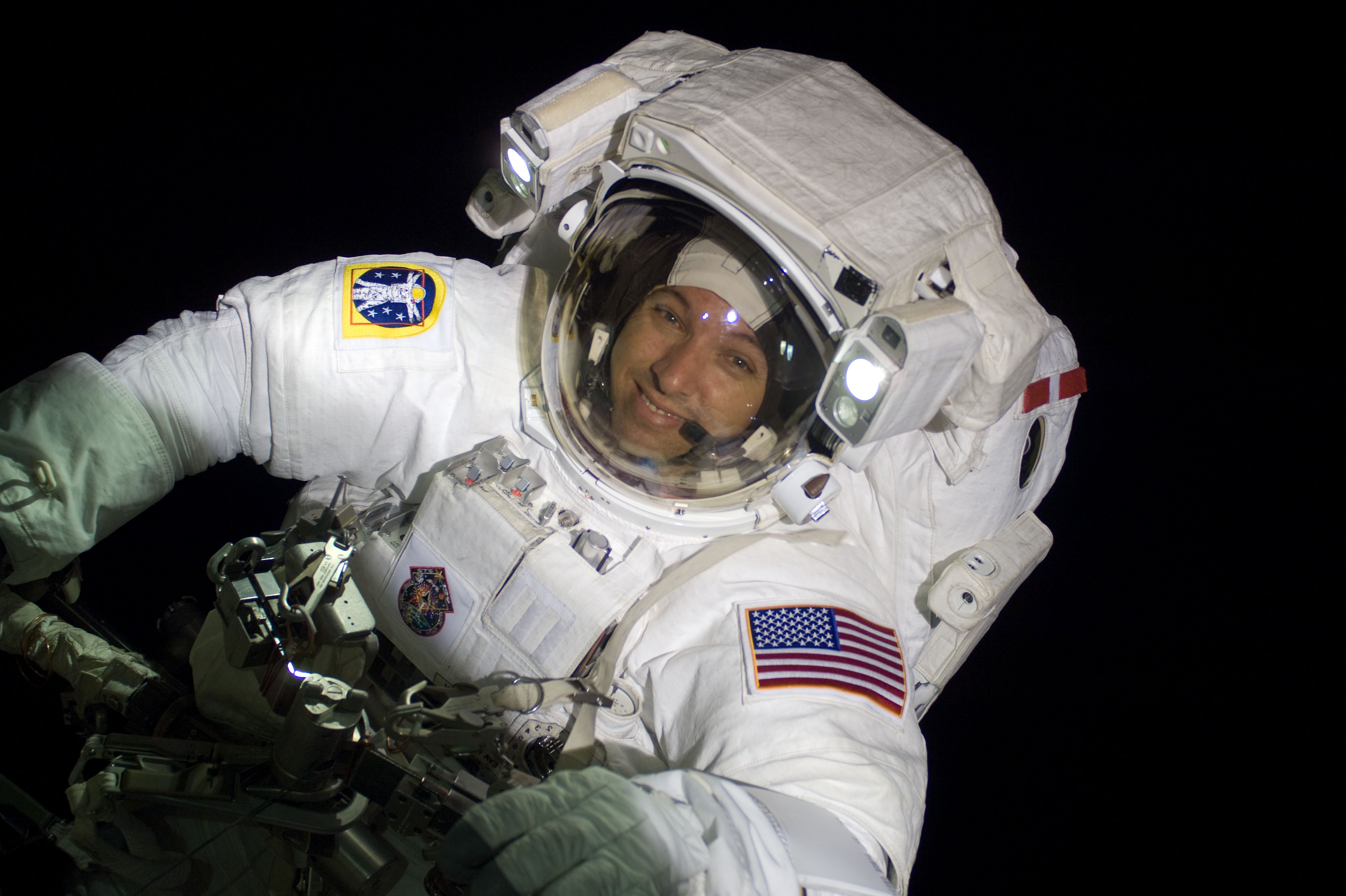
Рендольф Брезник. Третій вихід у відкритий космос.

Сетчер і Брезник перемістилися до модуля «Квест» і встановили там кисневий бак (17:36). Кисневий бак високого тиску має розміри 1,5 × 1,9 × 1,4 м і важить близько 560 кг. Вага стисненого (під тиском 170 атм) кисню в баку — 100 кг.
На додаток до основних запланованих робіт астронавти демонтували протиметеоритні щити на модулі «Квест». Сетчер підготував до демонтажу бак з аміаком, який буде замінений під час польоту «Діскавері» STS-131. Брезник встановив перемички на трубопроводі системи охолодження станції.
О 18:55 астронавти повернулися в шлюзовий модуль.
Вихід закінчився о 19:06. Тривалість виходу склала 5 годин 42 хвилини.
Це був 136 вихід у космос пов'язаний з МКС з 1998 року.

### Дев'ятий день польоту
6:58 24 листопада — 22:28 24 листопада
За допомогою двигунів шатла була піднята орбіта станції на 1,5 км.
Після відходу «Атлантіса» від станції, змінюється склад експедиції МКС. Замість шести на станції залишаються п'ять астронавтів, тому міняється номер експедиції з 21 на 22, відповідно командир: командир експедиції 21 Франк Де Вінне передав свої повноваження командиру експедиції 22 Джеффрі Уільямса. Передача відбулася о 15:00.
О 17:40 члени екіпажів шатла і МКС зібралися в модулі «Гармонія» та попрощалися один з одним. Члени екіпажу шатла перейшли в «Атлантіс» разом із ними і Ніколь Стотт, яка провела майже три місяці на борту МКС. О 18:12 був закритий перехід між шатлом і станцією.

### Десятий день польоту
6:28 25 листопада — 22:28 25 листопада
Відстиковка «Атлантіса» від МКС відбулася о 9:53. У цей час шатл і станція пролітали над районом північного сходу Нової Гвінеї. Тривалість спільного польоту шатла і станції склала 6 діб 17 годин 2 хвилини. Після відстиковки шатл здійснив традиційний обліт станції. Обліт розпочався о 10:18 і закінчився о 11:04. Під час обльоту шатл перебував на відстані 180—200 метрів. О 11:11 «Атлантіс» перебував на відстані 300 метрів над станцією.
О 11:36 були включені двигуни шатла і він остаточно пішов від станції.
У вантажному відсіку шатла на Землю повертається 950 кг вантажів. Серед вантажів, що повертаються на Землю — центрифуга системи регенерації води, що вийшла з ладу. Ця центрифуга буде відремонтована і знову відправлена на станцію в наступному році.
На шатлі виникла проблема з бачком для зберігання рідких відходів. Ємність бачка розрахована на 70 кг, за розрахунками до справжнього моменту в ньому має зібратися близько 35 кг. Однак датчики показують, що бачок повний. За допомогою камери, закріпленої на роботі-маніпуляторі, астронавти розглянули отвір на лівій стороні фюзеляжу шатла, через яке рідкі відходи викидаються назовні. Нічого підозрілого виявлено не було. Імовірно сталося засмічення в трубках, підвідних до бачка.
О 14:00 астронавти почали проводити інспекцію теплозахисного покриття шатла. Ця інспекція проводиться для підтвердження того, що під час перебування на орбіті, теплозахисного покриття не було пошкоджено від зіткнень із мікрометеоритами або уламками космічного сміття. Інспекція була закінчена о 18:19.

### Одинадцятий день польоту
6:28 26 листопада — 21:58 26 листопада
Астронавти займалися перевіркою систем шатла, задіяних при приземленні. Астронавти пакували свої речі та інструменти перед посадкою.
У США національне свято — День подяки. Астронавти «Атлантіса» не готувалися спеціально, щоб відзначати це свято на орбіті. Якби старт відбувся 12 листопада, як це планувалося, то астронавти відзначали б свято вже на Землі.
Після перегляду знімків, отриманих із шатлу під час вчорашньої інспекції, керівник польоту Брайан Лани сказав, що теплозахисний шар шатла перебував у відмінному стані, і немає ніяких перешкод для успішного приземлення.
З 14:15 астронавти відповідали на запитання кореспондентів радіо ABC і телевізійних каналів WTVT -TV і KCBS.

### Дванадцятий день польоту
6:28 27 листопада — 14:44 27 листопада
Шатл «Атлантіс» мав дві можливості для приземлення в космічному центрі у Флориді:
- На 171 витку, гальмівний імпульс о 13:37, приземлення о 14:44
- На 172 витку, гальмівний імпульс о 15:16, приземлення о 16:19

У Флориді встановилася гарна погода, тому керівництво польотом не планувало запасний варіант приземлення в Каліфорнії на військово — повітряній базі Едвардс.
О 11:01 хвилину був закритий вантажний відсік шатлу. О 12:20 астронавти почали одягати скафандри. О 12:37 вони зайняли свої місця в кріслах. О 13:14 з центру управління польотом надійшла команда на включення гальмівних двигунів «Атлантіса».

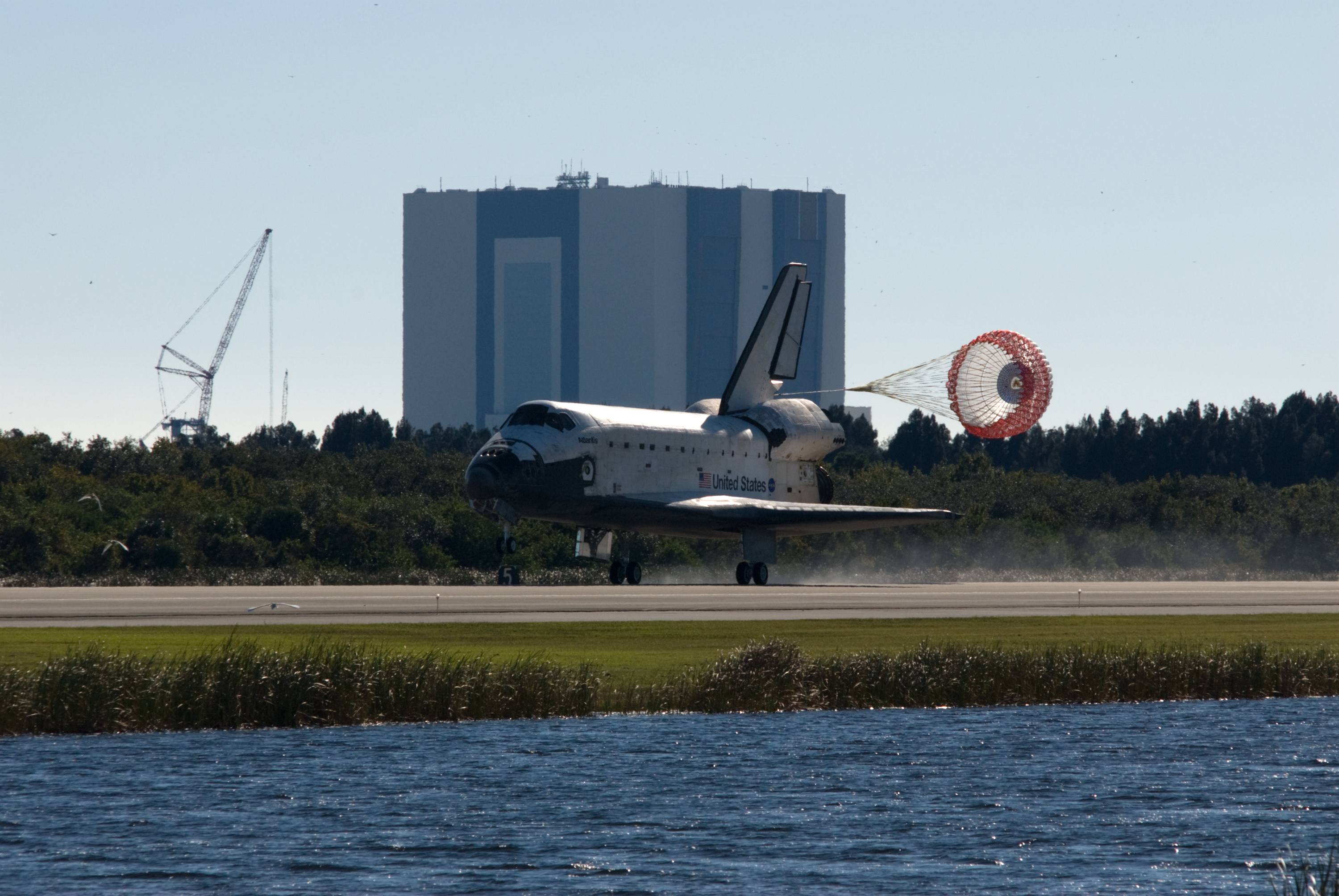
Приземлення.

О 13:37 були включені двигуни на гальмування. Двигуни пропрацювали 2 хвилини і 47 секунд. У цей час «Атлантіс» пролітав над Індійським океаном, над районом західніше Індонезії. О 14:12 «Атлантіс» увійшов у верхні шари атмосфери. Швидкість «Атлантіса» — 25 М. О 14:22 «Атлантіс» був на висоті 73 км, його швидкість — 25,7 тис. км/год. О 14:27 «Атлантіс» пролітає над Ель-Сальвадором. О 14:30 «Атлантіс» був висоті 55 км, його швидкість — 14,5 тис. км/год. О 14:34 «Атлантіс» над узбережжям Флориди, його висота 40 км, його швидкість — 6,4 тис. км/год. О 14:42 «Атлантіс» був висоті 4,9 км, його швидкість — 570 км/год.
«Атлантіс» приземлився на злітно-посадковій смузі № 33 о 14:44 23 секунди (9:00 44 хвилини 23 секунди за часом східного узбережжя США). Тривалість польоту склала 10 діб 19 годин 16 хвилин 13 секунд. «Атлантіс» здійснив 171 виток навколо Землі і подолав відстань 7,2 млн км.
У суботу (28 листопада) екіпаж «Атлантіса» відправиться в Х'юстон. Шатл «Атлантіс» буде готуватися до свого останнього польоту STS-132, який запланований на травень 2010 року.